# Villa Albergoni
Villa Albergoni es una villa (o mansión de campo) en Moscazzano, Lombardía, Italia del norte que fechas atrás al siglo XVI. Debido a dueños anteriores, es también sabido como Palazzo o Villa Vimercati, Villa Griffoni o Villa Sant'Angelo. Está localizado en 3, Vía Montodine.

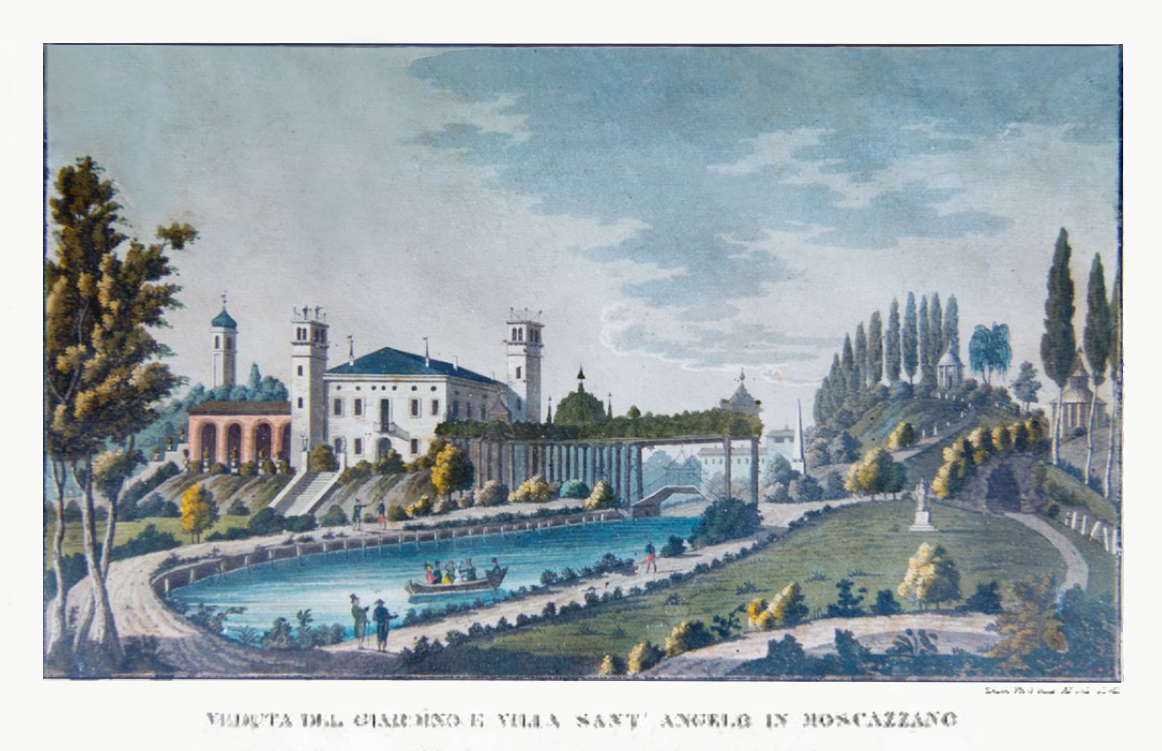
Vista de los jardines y la villa cuándo esté poseído por Cuenta Angelo Griffoni Sant'Angelo (engraving c. 1820@–1825, por Finoli Bassano)

Villa Albergoni está localizado en una altiplanicie se acerca el Río Adda, en un marshy área que era políticamente difícil de controlar en la frontera entre la República de Venice y el Ducado de Milán. El documento temprano "Desegnio di Crema et del Cremasco", publicado en Venice entre 1482 y 1497, describe Crema como pueblo fortalecido con crenelated casas y una atalaya aislada.
La poderosa familia milanea Vimercati se estableció en Crema, probablemente en el siglo XIII, y el feudo de Moscazzano estuvo confiado en 1499. En aquel tiempo, la familia probablemente comenzó a transformar las ruinas de un castillo anterior a una residencia de campo. Según un mapa que data alrededor de 1650, en el archivo de la familia Marazzi, la villa estuvo diseñada con un cuerpo cúbico y cuatro techos inclinados, pero sin las dos torres actuales. Renovaciones futuras y el trabajo de reconstrucción tuvieron lugar en el próximo siglos, notablemente en el siglo XVIII cuándo la villa conseguía su aspecto principal.
Angela Vimercati Sanseverino, hija de los dueños de la villa, se casó con el Conde de Griffoni Sant'Angelo y en 1776, el edificio pasó a ser propiedad de la familia Griffoni Sant'Angelo. Un trabajo de modernización fue hecho en el interior. Un grabado describiendo la villa con el jardín y el estanque fue hecho por Finoli Bassano en honor al Conde Angelo Griffoni, quién fue el dueño desde 1823 hasta su muerte en 1852. Con su muerte, la familia Griffoni se extinguió por el lado masculino.
El último trabajo de restauración empezó por el emprendedor Giuseppe Perletti, quién adquirió la villa en 1865. Los trabajos continuaron bajo el cuidado de su sobrino Saverio Stramezzi, quién devenía el dueño subsiguiente . El ala del oeste, incluyendo el pasillo de paso, fueron completamente derribados, liberando la torre. También derribó el ala oriental, pero este fue más tarde reconstruida en una medida reducida. Durante este periodo, el edificio recibió su austero exterior. El jardín era también simplificado, debido a su costo.
En 1877, la villa fue posesión de la familia Stramezzi hasta 1958. En 1961, Pierro Albergoni y su mujer Corinna Emanueli serían los dueños nuevos. La villa estuvo puesta a la venta en 2018 para un precio alrededor de €1.7 millones.

## Arquitectura
la Villa Albergoni está situada en dos hectáreas (4.9 acres) e incluye edificios menores anexionados. La parte principal de la villa tiene un plan cuadrado con un pórtico de frente en el lado del norte y dos torres situadas en las esquinas; en el lado del este del edificio se encuentra una ala de servicio que fue añadido en el siglo XIX. El edificio principal tiene 1,400 metros cuadrados; tiene 14 habitaciones y 7 baños, extendidos fuera en el piso de tierra y primer piso, con un ático bajo el techo. La fachada principal está caracterizada por un pórtico, encima cuál es una terraza accesible del primer piso. Dentro de la villa es un entrada de bóveda de cañón y piso de terrazo, el cual va al atrás del edificio. En ambos lados hay una sala principal , la biblioteca y dos otras habitaciones, y en el medio es la escalera principal . La sala principal tiene un techo fresco; otras habitaciones también tienen frescos, algunos del cual estuvieron hechosen el siglo XVI por Aurelio Busso, un estudiante de Raphael. Ambas salas principales y la biblioteca tiene chimeneas de piedra y pisos de terrazo.
El primer piso del edificio principal tiene un diseño similar a aquello del piso de tierra, con un pasillo central grande y cuatro habitaciones grandes con baños privados y una habitación más pequeña. La bodega está localizada en el centro de la villa; es accesible por la escalera principal.
El dos anexionó los edificios son la casa del auxiliar en el lado del oeste de la propiedad, y a la izquierda de la puerta principal es un menor construyendo que estuvo utilizado por el guardia.

## En la cultura popular
La villa sirvió como locación para el rodaje de la cinta ganadora del Premio de La Academia, Call Me by Your Name (2017). El interior estuvo decorada por Violante Visconti di Modrone, un pariente de Luchino Visconti. El interior estuvo decorado para la película por Violante Visconti di Modrone, un pariente de Luchino Visconti.